# 旧渋沢家住宅
旧渋沢家住宅（きゅうしぶさわけじゅうたく）は東京都江東区潮見に所在する渋沢栄一、敬三、雅英らが居住した住宅。

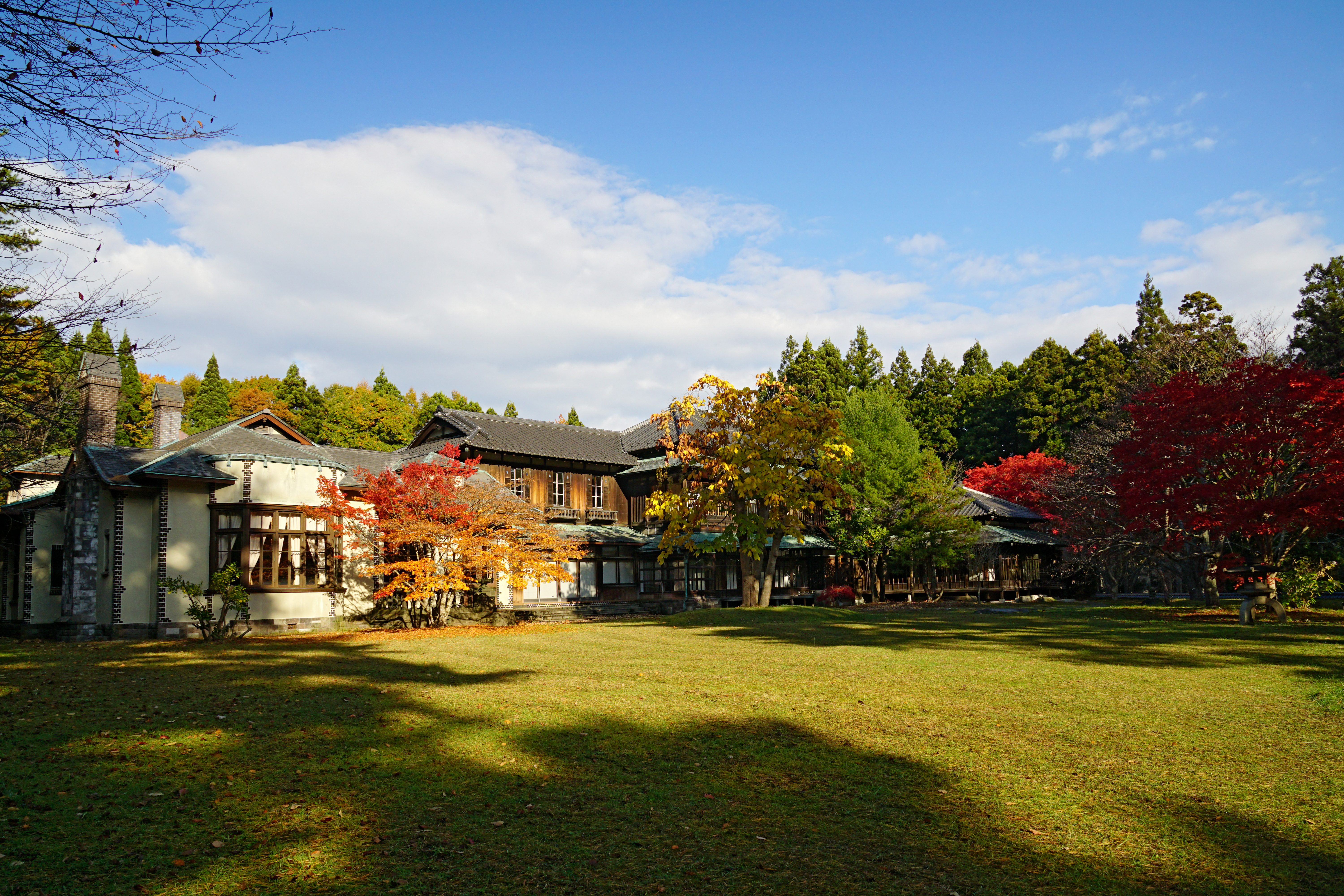
青森県に移築された当時の渋沢邸

かつては同区深川にあったが数度にわたり移築されており、2023年（令和5年）に青森県上北郡六戸町から江東区潮見二丁目8-20に再築された。「旧渋沢家住宅」として江東区指定有形文化財（建造物）に指定されている。一般には旧渋沢邸とも呼ばれている。清水建設が所有している。

## 歴史

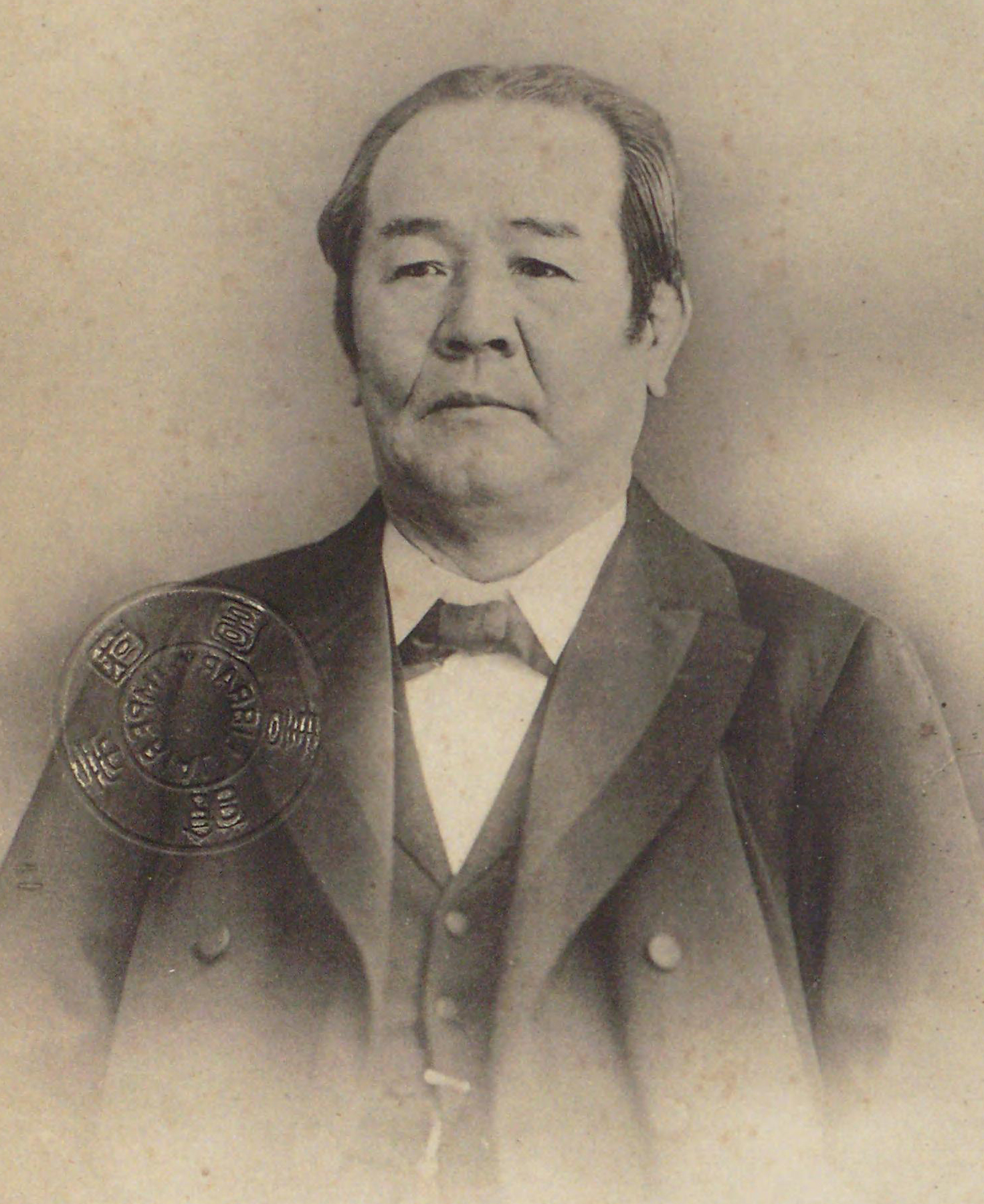
渋沢栄一。

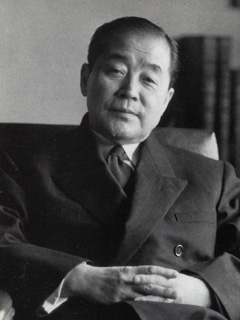
栄一の後継者・渋沢敬三。

渋沢栄一は1876年（明治9年）4月に深川福住町（現・江東区永代2-37）に土地と家作を購入し、同年8月に転居した。当初から改修を考えていた栄一は清水組（現・清水建設）二代目の清水喜助に依頼し、これを受けて喜助は1877年（明治10年）10月に既存の住宅とは別に木造2階建ての表座敷の建設に着手し、翌1878年（明治11年）11月に落成した。
1888年（明治21年）に栄一は後妻の兼子と共に日本橋区兜町（現・中央区日本橋兜町）に転居した。
以後は栄一と前妻の千代との間の長男（嫡男）である篤二と篤二の子供である敬三、信雄、智雄の住居になった。その後、1891年（明治24年）から1900年（明治33年）頃の増改築で表座敷東側に2階建ての離れが建設された。
しかし、当時の深川は水害が多かったため、1905年（明治38年）に芝区三田綱町（現・港区三田2）に土地を購入し、1908年（明治41年）に深川福住町の建物を移築した。大規模な増改築を伴った工事だったとされ、竣工時期は資料によって差異があるが、表座敷はほぼ原形のまま移築されたとみられる。
病弱な篤二に代わり、渋沢子爵家の後継者となった敬三（篤二の長男、栄一の嫡孫）は1929年（昭和4年）から1930年（昭和5年）にかけて改造を行い、表座敷を除く和館の多くが解体され、客間、書斎、食堂などを設けた洋館が増築された。敬三の長男・雅英（のちに渋沢家当主となる）も幼少期から第二次大戦で徴兵されるまで同邸宅で過ごした。
栄一没後、渋沢子爵家当主を引き継いだ敬三は、第二次大戦直後の幣原内閣で大蔵大臣に就任していた。敬三は財産税の導入に当たって、1946年（昭和21年）にこの建物を国に物納した。その後は大蔵大臣公邸や三田共用会議所などとして使用された。
敬三は物納後の1963年に死去したが、敬三の葬儀の為に政府が公邸となった旧・渋沢邸を葬儀の期間のみ敬三の長男・雅英に貸し出す事を決定したため、敬三の葬儀を生まれ育った旧・渋沢邸にて行う事が出来た。
そのような中で、渋沢家で執事を務め、敬三の指示で渋沢農場（青森県）に移住していた杉本行雄が建物の払い下げを願い出たことから、現状のまま保存することを条件に1991年（平成3年）に青森県上北郡六戸町の古牧温泉敷地内に移築された。
2018年（平成30年）に清水建設が建物を購入して解体・移送され、部材の状態で「旧渋沢家住宅（部材）」として江東区指定有形文化財となった。
2023年（令和5年）に江東区潮見2-8-20において再築が完了し、文化財指定名称も「旧渋沢家住宅」に改められた（2024年1月10日に指定内容を「建造物」に変更）。2025年（令和7年）4月より一般公開が行われている（4月は10日・24日、5月以降は原則毎週木曜日。完全予約（抽選）制）。